# جذاب عزیزم
جذاب عزیزم (به تامیلی: Kanne Kalaimaane) و (به انگلیسی: My Dear Gorgeous!) فیلمی محصول سال ۲۰۱۹ و به کارگردانی سینو راماسامی است. در این فیلم بازیگرانی همچون اودایانیدی استالین و تمنا باتیا ایفای نقش کرده‌اند.